# Piszkos munkák
A Piszkos munkák (Dirty Jobs) a Discovery Channel által sugárzott, kétszeres Emmy-díj jelölt sorozat. A műsorvezető, Mike Rowe próbálja ki magát nehéz, furcsa, gusztustalan és mocskos munkákban. Az USA-ban bemutatott műsor hívta életre az európai változatot, Piszkos munkák Peter Schmeichellel címen. 2007-től Ausztráliában is adnak egy hasonló tartalmú műsort.
Magyarországon a műsort a Discovery Channel vetíti 2007 júliusától.

## A műsorvezető
Mike Rowe 1962. március 18-án született a marylandi Baltimore-ban, Michael Gregory Rowe néven. A Piszkos munkák mellett jelentős narrátori tevékenységet is folytat. Elmondása szerint akkor kezdett érdeklődni a narráció és az írás iránt, amikor cserkész korában a Marylandi Vakok Iskolájában (Maryland School for the Blind) olvasott fel a tanulók számára.
Középiskolai tanulmányait a baltimore-i Overlea High School-ban végezte, ahol megmutatkozott színészi és énekesi tehetsége. Érettségi után az Essex Community College-ban folytatta tanulmányait, közben egy neves kórusban énekelt (Chorus of the Chesapeake). Diplomáját a Towsoni Egyetemen szerezte. Az 1990-es évek elején a Baltimore-i Operában énekelt és a QVC televíziós értékesítő műsorban is dolgozott. Ezután több helyi, San Franciscó-i műsor házigazdája volt.
2001 és 2005 között a San Franciscó-i helyi adónál (KPIX-TV) egyik műsorában (Evening Magazine) dolgozott, amikor a produkciós menedzser felkérte, hogy csináljon egy olyan műsort, ami sok nézőt fog vonzani.
Így készült el a Somebody's Gotta Do It című műsor, amelyben sok más mellett bemutatták, hogy mit is csinál egy tehenek megtermékenyítésével foglalkozó ember. Az illető egy pap volt, aki hétvégeken az igét hirdette, hétközben azonban tehenek megtermékenyítésével foglalkozott. A kívánt célt elérték, felkeltették a nézők figyelmét. Ezt a részt küldte el 2001-ben Rowe a Discovery Channelnek.
A műsorvezető elmondása szerint a műsorral tisztelegni szeretett volna édesapjának és nagyapjának, olymódon, hogy olyan munkákat mutat be, amik kevésbé ismertek és elismertek.
A Discovery Channel számára először 2004-ben, az Egypt Week Live! című műsorában dolgozott, melyben ő volt a házigazda. A műsorban Zahi Hawass egyiptológus segédletével fedezték fel Egyiptom sírjait az Arany múmiák völgyében (Valley of the Golden Mummies). 2007-től A Ford és egy baltimore-i gyógyszertár számára készített reklámokban is szerepel.

## A Piszkos Munkákról
Rowe a műsorban a munkák bemutatása során egy tapasztalt szakember felügyelete alatt próbálja ki az adott tevékenységet, amelyek a címben foglaltak mellett nemcsak koszos, de gyakran veszélyes is. A mocsokból gyakran jut a műsor stábjának is, Doug Glovernek, Troy Paffnak, Chris Whitenecknek
(mindhármukat jelölték Emmy-díjra az Öszvéres favágó című részben végzett munkájukért) és Dave Barskynak, a műsor producerének.
A műsor alaphangulata humoros, önironikus, a műsorvezető gyakran csinál viccet magából és a munkából, amit éppen végez, vigyázva arra, hogy a szakmában dolgozókat ne sértse meg.
"Mike Rowe vagyok és ez a munkám. Lássuk azokat, akik a legnagyobb kosztól sem riadnak vissza, becsületes kemény munkát végző nők és férfiak. Munkájukkal a civilizált életet teszik lehetővé számunkra. Készüljünk fel, hogy mocskosak leszünk."

### Epizódok
2006 júliusában 2 különleges rész készült a Discovery Cápa-hét jegyében. A két epizód a "Dirty Jobs That Bite" és a "Dirty Jobs That Bite Harder" címeket kapták. Olyan munkákat mutattak be, ami az állatokhoz kapcsolódik, például „cápabiztosruházat-tesztelő” és „cápariasztó-tesztelő”.
2006 augusztusában vetítették le a Piszkos munkák 100. részét az USA-ban. A két órás kiadás Mike Rowe az Amerikai Hadseregnél (U.S. Army's 187th Ordnance Battalion, Fort Jackson) eltöltött egy napját mutatta be. Ez a rész a bakik mellett tartalmazott egy "Rólam" részt is, amiben a stáb mutatkozott be. A rész végén Rowe egy gitáron és Barsky egy bendzsón játszva ad elő egy dalt az addig elvégzett 100 munka legjaváról. A 150. munkát tartalmazó 2 órás epizódban válogattak az elvégzett 150 munkából, valamint fényképeket is megmutattak arról a találkozóról, amit San Franciscóban rendeztek és ahova hivatalos volt minden, a műsorban szereplő "piszkos munkás".
A Stephen Paternite, magát „preparátor művésznek” nevezővel készített negyedórás rész (Too Gross for Discovery) sugárzására nem volt hajlandó a csatorna, mondván túl morbid. Paternite az utakon elgázolt állatokat gyűjti össze, nyúzza meg és művészinek nevezett pózokban és helyzetekben tömi ki (macska testére egy játékbaba fejét és fordítva, pulykát teknőssel "keresztez"). A leforgatott részben egy mosómedve kikészítését mutatják be. A videó elérhető a Youtube-on és Paternite személyes honlapján is.
Rowe elmondása szerint nem ez volt az egyetlen rész, amit kivágtak. Azt a részt sem mutatták be, ahol azok munkáját próbálták ki, akik az emberi test elbomlását vizsgálják természetes körülmények között. A munka lényege, hogy különböző helyzetekben - elzárt területeken - hagyják maguktól bomlani a hullákat, amiket tanulmányoznak, hogy az így szerzett információkat felhasználják a tudományok területén (pl. kriminológia).
2006-ban Rowe orvosnál volt, ezért a két producer, Craig Piligian és Eddie Barbini próbálták ki magukat piszkos munkákban. A rész a Mike szabadnapja (Mike's Day Off) címet kapta, azonban nem adták le az USA-ban, csak a DVD kiadáson volt elérhető. Más országokban mint például Ausztráliában, a helyi Discovery Channel leadta.

### Főcím
A műsor eredeti főcíme a Faith No More We Care A Lot című száma volt, aminek a refrénje az "Oh, it's a dirty job but someone's gotta do it" (Piszkos munka, de valakinek muszáj megcsinálnia). Később azonban szerzői jogok miatt lecserélték és a korábbi epizódok főcímét is megváltoztatták. Annak ellenére, hogy a helyzetet hivatalos nyilatkozatban nem tisztázták, a főcím a későbbiekben is az eredeti maradt és a DVD-n megjelentek elején is ez hallható.

## Évadok

### Első évad
Az évadot eredetileg 2005. július 26. és 2006. március 21. között vetítették az USA-ban. 
| Sorszám | Magyar cím            | Eredeti cím                 | Leírás |
| ------- | --------------------- | --------------------------- | --- |
| 1.      | A kínai negyed kukása | Chinatown Garbage Collector | Szemétgyűjtés, újrahasznosítás (San Francisco Adatgyűjtés cápákról (Martha's Vineyard, Massachusetts) |
| 2.      | Csatornavizsgáló      | Sewer Inspector             | Szennyvízcsatorna karbantartása, szennyvíz okozta károk elhárítása (San Francisco) Bontómunkás (Hubbell Building - Des Moines, Iowa) |
| 3.      | Sertéstenyésztő       | Pig Farmer                  | Sertéstenyésztő (Iowa) Rágógumi eltávolítása New York utcáiról (Gum Busters) Galambfészkek és ürülékük eltávolítása, valamint egy galambokat távoltartó lemezek és sokkoló felszerelése (Bell Environmentally Safe Bird Control- New York) |
| 4.      | Csibeválogató         | Chick Sexer                 | Csirkék nemének megállapítása (McMurray Hatchery - Webster City, Iowa) Sörfőzés (Long Trail Sörfőzde – Vermont) Osztrigagyűjtés (Charleston, Dél-Karolina)                                                                                 |
| 5.      | Vexcon                | Vexcon                      | Rákászás és rákfeldolgozás (Chesapeake Bay, Maryland) Patkolókovács (Pacific, Missouri) Rovarirtó (Vexcon - Shreveport, Lousiana) |
| 6.      | Az iszaptisztító      | Sludge Cleaner              | Szörfdeszkakészítés (Ventura Megye, Kalifornia) Mézgyűjtés (Eugene, Oregon) Szerelőcsarnok szennyvízaknájának megtisztítása (LaGuardia repülőtér, New York)                                                                                |
| 7.      | A tetőfedő            | Hot Tar Roofer              | Tetőfedés, tetőjavítás (Pasadena, Kalifornia) Házköltöztetés (New Jersey) |
| 8.      | A strucctenyésztő     | Ostrich Farmer              | Kávé ültetvény - szüretelés, pörkölés (Hawaii) Tengeri emlős (fóka) gondozó (Marine Mammal Center - Sausalito, Kalifornia) Struccok gondozója - takarmányozás, tojásgyűjtés (OK Corral Ostrich Farm - Kalifornia)                          |
| 9.      | A sajtkészítő         | Cheese Maker                | Állatgondozó a San Franciscó-i Állatkertben Sajtkészítés (Crowley Cheese Gyár - Healdville, Vermont) Vulkanikus hamufürdő készítő (Calistoga, Kalifornia) és lávaminta gyűjtés (Hawaii Kilauea vulkán)                                     |
| 10.     | A rákász              | Shrimper                    | Rákász (South Carolina) Folyami rákhalász (Bayou Pigeon, Louisiana) Illegális gumiabroncs-lerakóhely felszámolása, gumiabroncs felújítás (Washington állam)                                                                                |
| 11.     | A környezetbarát      | Bio-Diesel Man              | Vályogházépítő (Joyce, Washington) Méh eltávolítás egy templomból (First Baptist Church - Cupertino, Kalifornia) Üzemanyag-készítés a háztartásokban sütéshez használt olajból (Bellingham, Washington)                                    |
| 12.     | Az algatenyésztő      | Micro Algae Man             | Kisállat kozmetikus (Palo Alto, Kalifornia) Gyógyszerkészítés vörös algából (Mira Pharmaceuticals - Kona Coast, Hawaaii) Faszén gyártás (Struemph's Charcoal - Steelville, Missouri)                                                       |
| 13.     | Kéményseprő           | Chimney Sweeper             | Kéményseprő (Plainfield, Indiana) Fakitermelés víz alól és bútorkészítés (Kanada) Fémhulladék újrahasznosítás (St. Louis, Missouri) |
| 14.     |                       | Dirtiest Animals            | |
| 15.     |                       | Dirtiest Water Jobs         | |
| 16.     |                       | Creepy Critters             | |
| 17.     |                       | Dirtiest Tools              | |
| 18.     |                       | Super Dirty                 | |
| 19.     | Madárköpet-szakértő   | Avian Vomitologis           | Márvány bányász (Colorado) Bagolyköpet gyűjtés (Bethel Island, Kalifornia) Marhatartó (tehén vemhesség és bika nemzőképesség megállapítása) (Bryant, Texas)                                                                                |
| 20.     | Pulykatenyésztő       | Turkey Farmer               | Pulykatenyésztő (Cayote, Texas) Krumpliermesztő (Gunnison, Colorado) San Franciscó-i szennyvíztisztító telep dolgozója (San Francisco's Westside Pumping Station)                                                                          |
| 21.     | Aligátortenyésztő     | Alligator Farmer            | Cukorgyári munkás (White Castle, Louisiana) Tűzoltó (Fremont, Kalifornia) Aligátortenyésztő (Cutoff, Louisiana) |
| 22.     |                       | Viewer's Choice             | |
| 23.     | Gombatermesztő        | Mushroom Farmer             | Gombatermesztő (Mountain Meadow Mushroom Farm - Escondido, Kalifornia) Utcai lefolyó tisztító (Los Angeles Kalifornia) Zuhanylefolyó-készítés (Lincoln Foundry - Erie, Pennsylvania)                                                       |
| 24.     | Vízvezeték-szerelő    | Plumber                     | Vízvezeték szerelő (Oklahoma) Olajfúráshoz szükséges iszap előállítása (Francis Drilling Fluids) Olajfúrás (Pine Prairie, Louisiana) |
| 25.     | Termeszirtó           | Termite Controller          | Útbetonozás (Lewisville, Texas) Termeszirtás (Bossier City, Louisiana) Betonkeverő kitisztítása |

### Második évad
Az évadot eredetileg 2006. június 13. és 2007. március 20. között vetítették az USA-ban.
| Sorszám | Magyar cím      | Eredeti cím                  | Leírás |
| ------- | --------------- | ---------------------------- | --- |
| 1.      | Moslékszállító  | Casino Food Recycler         | Bűvész madarainak gondozója (Lance Burton Theater - Las Vegas, Nevada) Sertéstenyésztő (Las Vegas külvárosa) |
| 2.      | Bontóember      | Rose Parade Float Dismantler | Kokszgyártás (Pittsburgh, Pennsylvania) Osztrigafeldolgozás (Taylor Shellfish Farms - Shelton, Washington) A Rose Parade stráfkocsijának szétbontása (Pasadena, Kalifornia)                                                              |
| 3.      | Szemétkezelő    | Garbage Pit Technician       | Litográfia-készítés (Las Vegas, Nevada) terrakotta homlokzatdísz-készítés (Gladding McBean Terra Cotta Company - Lincoln, Kalifornia) Hulladék újrahasznosító, bioenergia előállítás (San Francisco, Kalifornia)                         |
| 4.      | Koponyatisztító | Skull Cleaner                | Vasúti talpfák cseréje (Sacramento, Kalifornia) Hurkatöltés, tepertőkészítés (Louisiana) Állatcsontvázak megtisztítása (Skulls Unlimited - Oklahoma City, Oklahoma)                                                                      |
| 5.      | Kagylókereső    | Geoduck Farmer               | Betongát lebontása (Kalifornia hegyeiben) Orgonasíp tisztítás (St. Charles Borromeo Seminary - Overbrook, Pennsylvania) Bársonykagyló (Panopea abrupta) gyűjtés (Taylor Shellfish Hatchery - Quilcene, Washington)                       |
| 6.      | Tartálytisztító | Fuel Tank Cleaner            | Édességkészítés (Wertz Candies - Lebanon, Pennsylvania) Autógumik újrafutózása (S&L Tire Retread Rubber - Kalifornia) Üzemanyagtartály tisztítása, javítása (McConnell Air Force Base - Wichita, Kansas)                                 |
| 7.      | Harapós munka   | Jobs That Bite               | Két órás különkiadás cápákkal kapcsolatos munkákról; Cápaetetés, cápaketrec (Indiai-óceán), Cápa -és rájakutatás (Kalifornia)Cápaboncolás (Natal Shark Board) Cápák ellátás jeladóval (False-öböl), cápariasztó anyag készítése (Bimini) |
| 8.      |                 | Jobs That Bite... Harder     | |
| 9.      | A szénbányász   | Coal Miner                   | Lebontásra váró épület használható részeinek megmentése (Upsala College - East Orange, New Jersey) Szénbányász (Sharpe Mountain, Pennsylvaniában)                                                                                        |
| 10.     | A pataápoló     | Hoof Cleaner                 | Bazaltbányász (Five Mile Quarry - Monroe, Washington) Vízilógondozó (Adventure Aquarium - Camden, New Jersey) Tehenek pataápolója (Yippee Farms - Lancaster, Pennsylvania)                                                               |
| 11.     | Az alpakanyíró  | Alpaca Shearer               | Kagylótenyésztés (Taylor Shellfish Farms - Puget Sound, Washington) Taro gyökér termesztés (Hawaii) Alpakanyíró (M&M Alpaca Co. - Shingle Springs, Kalifornia)                                                                           |
| 12.     | Majomgondozó    | Monkey Caretaker             | Majmok gondozója (Animal Protection and Environmental Sanctuary - Kwazulu Natal, Dél-Afrika), a forgatás során többen megsebesültek a stábból                                                                                            |
| 13.     |                 | 100th Dirty Job Special      | |
| 14.     | Kígyókutató     | Snake Researcher             | Homárhalász (Harrington folyó, Harrington, Maine) Hínártalanítás (Erie-tó) Kígyókutató (Erie-tó, South Bass Island, Ohio) |
| 15.     | Pingvingondozó  | Penguin Keeper               | Betondöngölés (Simi Valley, Kalifornia) Pingvingondozó (Aquarium of the Americas New Orleans, Louisiana) Gilisztakereső (Glycera), (Raccoon Cove, Maine)                                                                                 |
| 16.     | Harangkészítő   | Bell Maker                   | Árvízvédelmigát karbantartása (Stamford, Connecticut) Harangöntés (McShane Bell Foundry - Maryland) |
| 17.     | Szúnyogirtó     | Mosquito Control Officer     | New Orleans-ban, a Katrina hurrikán utáni rendezések (Házak menthetetlen részének elbontása, patkány- és szúnyogirtás) |
| 18.     | Rovartenyésztő  | Bug Breeder                  | Kertrendezés (Kalifornia) Ájulós kecske tenyésztő (Fern Hill Fainters) (Chilcutt Farms - Cross Plains, Tennessee) Rovartenyésztő (Audubon Insectarium - New Orleans, Louisiana)                                                          |
| 19.     | Cserepes ember  | Poo Pot Maker                | Döghalszámláló (Feather folyó, Kalifornia) Cserépkészítés tehéntrágyából (Connecticut) |
| 20.     | Öszvéres favágó | Mule logger                  | Kádár (Napa Valley, Kalifornia) Kivágott fák vontatása öszvérekkel (Culleoka, Tennessee) |
| 21.     | Kútásó          | Well Digger                  | Baseball pályakarbantartó (Prince Georges County Stadium -Maryland) Kikötőbóják telepítése (Gilford, New Hampshire) Geotermikus kútfúrás (Tennessee)                                                                                     |
| 22.     | Földmunkás      | Cave Digger                  | Borospince kiásása (Napa Valley) Repülőtéri csomagkezelő, szemétégető munkása (Southwest Airlines - the Kansas City International Airport)                                                                                               |
| 23.     | Sóbányász       | Salt Miner                   | |
| 24.     | Borász          | Wine Maker                   | |
| 25.     | Gőzhajótisztító | Steam Ship Cleaner           | |
| 26.     | 60. rész        | Really Dirty Animals         | Különkiadás, válogatás az állatok körül végzett munkákból, kihagyott jelenetekkel. Alpakanyírás, "ájulós" kecskék tartója, majomgondozó, marhatartó, pingvingondozó, strucctenyésztő, moslékszállító, öszvéres favágó                    |

### Harmadik évad
Az évadot eredetileg 2007. június 26. és 2008. július 29. között vetítették az USA-ban.
| Sorszám | Magyar cím                       | Eredeti cím                       | Leírás |
| ------- | -------------------------------- | --------------------------------- | --- |
| 1.      | Hirdetőtábla-üzemeltető          | Billboard Installer               | Hirdetőtábla felállítása (Tyler, Texas) |
| 2.      | Kígyótenyésztő                   | Snake Wrangler                    | Kígyótenyésztés (San Antonio, Texas) |
| 3.      | Bőrcserző                        | Leather Tanner                    | Fazekasság; kancsók készítése, melyeknek arca van (Georgia) Tímár (Meyer and Sons Tannery - New York) |
| 4.      | A bolygó legpiszkosabb gépezetei | Dirtiest Machines on the Planet   | Válogatás a megismert legpiszkosabb gépekből. Olajfúró torony (Vízvezeték-szerelő), szénbánya - felszedő gép (A szénbányász), dobrosta tisztítás (A kínai negyed kukása), szennyvíztelep emelőszivattyújának cseréje (Pulykatenyésztő), Top 10, borpince-marógép (Földmunkás) |
| 5.      | Hídfestő                         | Bridge Painter                    | Hídfestés (Mackinac Bridge, Michigan) Óriásrakétát (pl.:Saturn V), űrrepülőgépet mozgató gép olajozása (Florida, Kennedy Űrközpont) |
| 6.      | A „guánó-szigeti” munkás         | Vomit Island Workers              | Halkeltetés (Mojave Sivatag, Kalifornia) Gémek számlálása és gyűrűzése (Sister Island, Erie-tó, Ohio) |
| 7.      | Aligátortojás-gyűjtő             | Alligator Egg Collector           | Aligátor tojások gyüjtése (Louisiana) |
| 8.      | Vadlibaűző                       | Wild Goose Chase                  | Lóürülék felszedés, szemétszállítás és újrahasznosítás (Mackinac Island, Michigan) Madárinfluenza tesztelése vadlibákon, gyűrűzés (Yukon Delta National Wildlife Refuge) |
| 9.      |                                  | Crew's Cruise                     | |
| 10.     | A 150. adás                      | 150th Dirty Job Extravaganza      | Kihagyott jelenetek, a kulisszák mögött, a stáb bemutatkozása: Doug Glover, Troy Paff, Chris Whiteneck, Dave Barsky, Adam Bradley. A majomgondozó forgatása alatt elszenvedett sérülések bemutatása. Ünnepség a jachton.                                                      |
| 11.     | Zombi                            | Special Effects Artist            | Csigagondozás (Monterey, Kalifornia) Sminkes, maszkkészítő (Mike Rowe zombivá alakítása) |
| 12.     | Sziklaépítő                      | Reef Ball Maker                   | Mesterséges zátonyépítés (Sarasota, Florida) Szappankészítés kecsketejből (Fat Bottom Farm - Gause, Texas) Tartályfelújítás (Benton, Louisiana) |
| 13.     | Egzotikus állatok gondozója      | Exotic Animal Keeper              | Hulladék újrahasznosító telep (Norcal Waste Systems - San Francisco, Kalifornia) Állatgondozó (Wildlife Wonders - Cleveland, Georgia) |
| 14.     | Nyálkás és hátborzongató         | Creepy Slimy and Just Plain Weird | Válogatás. Aligátortenyésztő, vérféreg-gyűjtés (Pingvingondozó), Rovartenyésztő, Koponyatisztító, Kígyókutató, Kagylókereső |
| 15.     | Szigetelési szakember            | Spray Insulation Technician       | Repülőtér kifutópályájának karbantartása (Kansas City International Airport - Kansas City, Missouri) Használt pelenkák gyűjtése és szagelemzése (Austin, Texas) Házszigetelés (Shreveport, Louisiana)                                                                         |
| 16.     | Újító szellemek                  | Dirty Innovators                  | Különkiadás. Cserépkészítés tehénürülékből (Cserepes ember), tehenek körmözése (A pataápoló), bagolyköpet-gyűjtés (Madárköpet-szakértő), sertéstenyésztés (Moslékszállító), homárhalász (Kígyókutató), Cápaharapás-biztos ruha tesztelése (Jobs That Bite... Harder)          |
| 17.     | Nagy állatok orvosa              | Big Animal Vet                    | Barbecue-füstölő tisztítása (Gray, Georgia) Dr. Charlene Esch állatorvos mellett segédkezik (Creek Animal Clinic - Montana) Földalatti tartály eltávolítása (Trenton, New Jersey)                                                                                             |
| 18.     | Acélművek                        | Steel Mill Worker                 | Uszály szétbontása (St. Louis, Missouri) Olvasztár (Alton Steel Inc., Illinois állam) |
| 19.     | Barlangbiológus                  | Cave Biologist                    | Barlangkutató - Hidden River Cave (Horse Cave, Kentucky) Angolnahalász (Winter Harbor, Maine) |
| 20.     | Bójatisztítók                    | Buoy Cleaner                      | Fűrésztelep (Winter Lake Lumber Company, Coquille, Oregon - zsindelykészítő) Bójatisztítás (San Francisco-öböl, a USCGC Aspen fedélzetén) |
| 21.     | áfonyatermesztő                  | Cranberry Farmer                  | Téglaégetés (Salisbury, North Carolina) Áfonya szüretelése és feldolgozása (Cape Blanco Cranberry Farm - Port Orford, Oregon) |
| 22.     | Ásványok                         | Mud Mineral Excavator             | Ásványkitermelés, madármentés (Searles Valley Minerals - Death Valley, Kalifornia) Rizstermelés (Plumfield Plantation - Észak-Karolina) |
| 23.     |                                  | Tight Spaces                      | |
| 24.     |                                  | Brown Plate Special               | |
| 25.     | New York-i piszkos munkák        | Dirty Jobs of the Big Apple       | Víztorony építés Liftszerelő és liftakna tisztítás |
| 26.     | Halfeldolgozó hajó               | Floating Fish Factory             | Halászat, halfeldolgozás (Alaszka partjainál az F/V Legacy fedélzetén) |
| 27.     | Tehenész                         | Dairy Cow Midwife                 | Tehénfejés, mesterséges megtermékenyítés - Indianai Tejgazdaság (Fair Oaks Dairy) |
| 28.     | Karbantartó                      | Aerial Tram Greaser               | Eróziógátlás (San Francisco, Kalifornia) Felvonó olajozása, kerékcsere (Springs Aerial Tram - Coachella Valley, Kalifornia) |
| 29.     | Pulykák megtermékenyítője        | Turkey Inseminator                | Ház szigetelésének kijavítása (Santa Cruz, Kalifornia) Pulykák mesterséges megtermékenyítése egy pulykafarmon (Kensington, Minnesota) |
| 30.     | Autómentés jeges vízből          | Ice Salvage Crew                  | Olajjal szennyezett hó megtisztítása (Dutch Harbor, Alaszka) Autómentés Minnesota egyik befagyott tavának jeges vízéből |
| 31.     | Szélerőmű-karbantartó            | Wind Farm Technician              | Szélerőmű-karbantartó (Carnegie, Oklahoma) Víznyelők megtisztítása a felhalmozódott hulladéktól (Kentucky) Újságnyomtatás (San Francisco) |
| 32.     | Állatborbély                     | Animal Barber                     | Sampon előállítása természetes alapanyagokból (Terressentials) Montanában Charlene Esch állatorvos mellett segédkezik Jakok és bölények gondozója (Spring Brook Ranch - Kalispell, Montana)                                                                                   |
| 33.     |                                  | Brown Before Green                | |
| 34.     | A grönlandi cápa nyomában        | Greenland Shark Quest             | A kanadai Baffin-szigeten csatlakozik a cápák kutatócsoportjához |

### Negyedik évad
Az évadot eredetileg 2008. október 7. és 2009. április 12. között vetítették az USA-ban.
| Sorszám | Magyar cím                             | Eredeti cím              | Leírás |
| ------- | -------------------------------------- | ------------------------ | --- |
| 1.      | A kátrányozó                           | Tar Rigger               | Az India csillaga (Star of India) nevű hajó karbantartása (fedélzet, kötélzet kátrányozása, árbócrúd faggyúzása) San Diego |
| 2.      | Chipskészítő                           | Dirty Chip Maker         | Chipskészítés (Dirty Potato Chips Company - Oxnard, Kalifornia Szennyvíztelep - szilárd és folyékony szennyvizet szétválasztó gép tisztítása (Muffin Szörny - Rifle, Colorado) |
| 3.      | Miskároló                              | Sheep Castrator          | Falbontás (Newport, Kalifornia) Birkanyírás-kasztrálás (Rocky Mountain, Colorado) |
| 4.      | Piócagyűjtés                           | Leech Trapper            | Piócagyűjtés (Bartos Bait & Fish, Minnesota) Kutyaeledel előállítása (Green Tripe - Hollister, Kalifornia) |
| 5.      | Piszkos elnökök                        | Dirty Presidents         | Válogatás azokból a munkákból, amelyek valamilyen módon köthetők az USA elnökeihez. Calvin Coolidge (Állatgondozó; Egzotikus állatok gondozója), James K. Polk (Pulykák megtermékenyítője; Pulykák mesterséges megtermékenyítése), Andrew Johnson, (Szúnyogirtó; New Orleans-ban, a Katrina hurrikán utáni rendezések); Herbert Hoover (Sóbányász), Lyndon B. Johnson (Barbecue-füstölő tisztítása; Nagy állatok orvosa), Thomas Jefferson (Kádár; Öszvéres favágó), Ulysses S. Grant (Tímár; Bőrcserző valamint Kivágott fák vontatása öszvérekkel; Öszvéres favágó), George Washington (Halkeltetés; A „guánó-szigeti” munkás), Andrew Jackson (Madárinfluenza tesztelése vadlibákon, gyűrűzés; Vadlibaűző), John Quincy Adams (Aligátor tojások gyűjtése; Aligátortojás-gyűjtő) Harry S. Truman (Sertés borotválás; 100th Dirty Job Special). |
| 6.      | Próbababagyár                          | Mannequin Factory        | Mobilházas lakópark lebontása (Windsorland) Próbababa-készítés (Patina V) |
| 7.      | Tojásgyár                              | Egg Farm                 | Gázolaj szennyeződés eltávolítása talajból (Délkelet Oklahoma) Tojásfeldolgozás (Hickman’s family farm, Arizona) |
| 8.      | Pergamenüzem                           | Vellum Maker             | Komlóbetakarítás (Loftus Ranch- Yakima, Washington) Pergamenkészítés (Meyer and Sons Tannery - Hudson Völgy, New York) |
| 9.      | Kukacfarm                              | Maggot Farmer            | Kaktuszköltöztetés (Congress, Arizona) Pondrótenyésztő (Forked Tree Ranch, Idaho) |
| 10.     | Lopótök díszek                         | Gourd Maker              | Vízmederkotrás (Aquaclenar – Connecticut) ) Lopótökdísz-készítés (Meadowbrooke Farms - Carlisle, Pennsylvania) |
| 11.     | 26. rész - Újrahasznosítás             | Brown Before Green 2     | Válogatás. Szemétgyűjtés, újrahasznosítás; (A kínai negyed kukása); Repülőtéri szemétégető munkása (Földmunkás); Víznyelők megtisztítása a felhalmozódott hulladéktól (Szélerőmű-karbantartó); Uszály szétbontása (Acélművek); Olajjal szennyezett hó megtisztítása (Autómentés jeges vízből); Földalatti tartály eltávolítása (Nagy állatok orvosa); Mobilházas lakópark lebontása (Próbababagyár); Ház szigetelésének kijavítása (Pulykák megtermékenyítője); Sampon előállítása természetes alapanyagokból (Állatborbély); Szélerőmű-karbantartó; Út menti dögök összeszedése (Roadkill Cleaner); Ló ürülék felszedése, szemétszállítás és újrahasznosítás a Mackinac Island-en (Vadlibaűző). |
| 12.     | Kolbászkészítő (23. rész, Szalámigyár) | Bologna Maker            | Kolbászkészítő (Seltzer's Smokehouse Meats – Palmyra, Pennsylvania) WC-szerelő a Sea Venture fedélzetén (Alaszka) |
| 13.     | Föld alatt                             | Abandoned Mine Plugger   | Küszvágó csér és kanadai lúd meggyűrűzése (Ottawa National Wildlife Refuge, Ohio) Elhagyott bányaaknák feltöltése (Auburn State Recreation Area - Kalifornia) |
| 14.     | Állathasznosítás                       | Animal Rendering         | Fosszíliák feltárása (La Brea kátránytavak, Hancock Park, Los Angeles, Kalifornia) Tehén tetemek feldolgozása bőr, kenőanyag és állateledel előállítása céljából (North State Rendering CO Inc – Oroville, Kalifornia) |
| 15.     | Libatolltisztító                       | Goose Down Plucker       | Diószedés (Fedora Farms - Meridian, Kalifornia) Tollpárnakészítés (The Mallard Duck And Goose Processing Company – Tulelake, Kalifornia) |
| 16.     | Pelenkatisztító                        | Diaper Cleaner           | Oliva bogyó szüret, Oliva olaj sajtolás (Queen Creek Olive Mill - Queen Creek, Arizona) Pelenkatisztítás (Tidee Didee Diaper Services – Sacramneto, Kalifornia) |
| 17.     | Pókfejő                                | Spider Pharm             | Madáreledel-készítés marhafaggyúból és légylárvából (Payette, Idaho) Pókméreg lefejése (Yarnell, Arizona) |
| 18      | Mozdonyjavító                          | Locomotive Builder       | Mozdonyfelújítás (MotivePower- - Boise, Idaho) |
| 19.     | A 200 legpiszkosabb munka              | "200 Jobs Look-Back      | Válogatás az elvégzett 200 munka legjavából |
| 20.     |                                        | Mike's Day Off - Special | |
| 21      | 6. rész (Kutyatenyésztő)               | Sled Dog Breeder         | Szánhúzó kutyák gondozása Martin Buserrel (Happy Trails Kennels - Big Lake, Alaszka) Válogatás az alaszkai munkákból: Föld alatt (küszvágó csér és kanadai lúd meggyűrűzése), Halfeldolgozó hajó (halászat, halfeldolgozás), Autómentés jeges vízből (Olajjal szennyezett hó megtisztítása), Kolbászkészítő (WC-szerelő a Sea Venture fedélzetén) |

## Ötödik évad
| Sorszám | Magyar cím                                    | Eredeti cím               | Leírás |
| ------- | --------------------------------------------- | ------------------------- | --- |
| 1.      | 7. rész (Matrac-újrahasznosító)               | Mattress Recycler         | Csónakroncs kiemelése (Miami) Kidobott matracok begyűjtés és újrahasznosítása (San Francisco) |
| 2.      | 17. rész (Ablakmosó)                          | High-Rise Window Washer   | Magaslati ablakpcolás (Honolulu, Hawaii) Cápa akváriumba szánt sósvíz élőállítására használt verem tisztítása (Shark Reef at Mandalay Bay – Las Vegas, Nevada) |
| 3.      | 9. rész (Vécétörő)                            | Toilet Crusher            | Keselyűteknős-kutató (Jacksonport, Arkansas) A lebontásra váró lakatgyár (Schlage Lock Company) vécéinek leszerelése és újrahasznosításra előkészítése (San Francisco, Kalifornia) |
| 4.      | 8. rész (Tevetenyésztő)                       | Camel Rancher             | Tevetejgazdaság (Ramona, Kalifornia). |
| 5.      | 18. rész (Tofukészítő)                        | Tofu Maker                | Elektronikus eszközök újrahasznosítása (SIMS- Roseville, Kalifornia) Tofu előállítás (Aloha Tofu Factory Inc. – Hawaii) |
| 6.      | 12. rész (Üvegkészítő)                        | Glass Maker               | Ganéjtúró bogár kutató (Jonesboro, Arkansas) Üvegfújás (Fenton Art Glass Company - Williamstown, West Virginia) |
| 7.      | Rocky Reach völgyzárógát                      | Rocky Reach Dam           | Vízturbina javítása és haljelölés a halterelő gáton a Washington megyei Rocky Reach völgyzárógáton (Wenatchee közelében, Washington) |
| 8.      | Harmadik a biztonság (26. rész)               | Safety Third              | Válogatás. Azokat a biztonsági eligazításokat veszik sorra, amelyeken a stábnak részt kellett venni, hogy a munkákat elvégezhessék, kimaradt jelenetekkel. |
| 9.      | 15. rész (Rénszarvasfarm)                     | Reindeer Farm             | Hajók befedése télire (Manhattan Harbour – Dayton, Kentucky) Rénszarvasgondozó (Williams Reindeer Farm – Palmer, Alaszka) |
| 10.     | 13. rész; Piszkosul jó pólók (Márványkészítő) | Marble Maker              | Pólók színezése vörös homokkal (Real Dirt Shirt - Kauai, Hawaii) Üveggolyó-készítés (Jabo Factory) |
| 11.     | Tűzijáték                                     | Fireworks Technician      | Tűzijáték-készítés (Addison, Pa) Lyukas gyomrú tehén vizsgálata az Arkansasi Állami Egyetemen |
| 12.     | Kagylók, kukacok és egyebek (Gilisztagyűjtő)  | Worm Grunter              | Kagyló begyűjtés (St. James sziget - Alligator Harbor Aquatic Preserve természetvédelmi terület, Floridában) Kukacgyűjtés (Apalachicola Nemzeti Park, Florida) |
| 13.     | 16. rész (Juharszirup-készítő)                | Maple Syrup Maker         | Festék újrahasznosítása (San Francisco, Kalifornia) Juharszirup-készítés (Wagner’s Sugar Camp - West Salisbury, Pennsylvania) |
| 14.     | Borzok, mosómedvék, oposszumok (20. rész)     | Animal Control Specialist | Állatbefogás (West Covina és Sunset Boulevard, Los Angeles, Kalifornia) Jávorszarvas fogorvosi vizsgálata (Palmer, Alaszka) |
| 15.     | Élet a tücsökfarmon (19. rész)                | Cricket Farmer            | Tücsöktenyésztő (Ghann’s Cricket Farm - Augusta, Georgia) Pulykafuttatás (A tevetejgazdaságban megismert vendéglátókkal—Ramona, Kalifornia) |
| 16.     | Csirkefogók és kukacok (Csirkefogók)          | Chicken Busters           | Kóbor baromfik begyűjtése (Miami) Lisztkukac tenyésztés (Az „Élet a tücsökfarmon megismert farmon) |
| 17.     | 14. rész (Soo Zsilipek)                       | Soo Locks Technician      | A Soo zsilipek téli karbantartása (Sault Ste. Marie, Michigan) |
| 18      | Beton a javából (Betonozó)                    | Concrete Finisher         | Egyedi beton szerkezetek (betonpultok és tűzrakó) készítése (Moss Landing, Kalifornia) Néző levelek kapcsán visszatekintés a legveszélyesebb munkákra |
| 19.     | A legpiszkosabb munka (Csontszénégető)        | "Bone Black               | Csontszén előállítása állati csontokból (Ebonex - Melvindale, Michigan) Rajóngókkal megválasztják az öt legpiszkosabb munkát (Faszén gyártás- Az algatenyésztő; Szénbányász- A szénbányász; Csatornavizsgáló - Szennyvízcsatorna karbantartása; Gőzhajó karbantartása – Gőzhajótisztító; San Franciscó-i szennyvíztisztító telep dolgozója, Pulykatenyésztő) |
| 20.     | Szűkös helyek (27. rész)                      | Tight Spaces 2            | Válogatás a kényelmetlen helyeken végzett munkákból; Elhagyott bányaaknák feltöltése, Termeszirtás, Bójatisztítás, Halászat, halfeldolgozás, Liftszerelő és liftakna tisztítás, Eróziógátlás, Az India csillaga (Star of India) nevű hajó karbantartása, Betonkeverő tisztítása, Sörfőzés, Diószedés, Felvonó olajozása, kerékcsere, Vízturbina javítása     |
| 21      | 28. rész (Tökéletes munka)                    | Crew Unemployment         | A Michigani Mackinac Island-en idézik fel a kimaradt jeleneteket a stáb tagjaira (Doug Glover, Ryan Walsh, Dan Eggiman, Christopher Jones, Troy Paff, David M. Barsky, Greg Brandon) koncentrálva. |
| 22.     |                                               | "The Dirty Truth          | |

## Hatodik évad
| Sorszám | Magyar cím                  | Eredeti cím              | Leírás |
| ------- | --------------------------- | ------------------------ | --- |
| 1.      | 2. rész (Egzotikus állatok) | Exotic Nanny             | Ritka, veszélyeztetett állatok gondozója (Sharkarosa Wildlife Ranch – Texas) |
| 2.      | 3. rész                     | Wetland Warrior          | Nyomozás vérebekkel (Van Zandt County Bloodhound Team) Nem honos növényzet (niaouli (Melaleuca quinquenervia)) kiirtása az Evergladesben (Loxahatchee Természetvédelmi Park)     |
| 3.      | Tengeri ingola irtó         | Sea Lamprey Exterminator | Tengeri ingolák vizsgálata és sterilizálása (Nagy tavak vidéke) Cápaeledel-késztés (Shark Reef Aquarium - Mandalay Bay, Las Vegas, Nevada)                                       |
| 4.      | 1. rész (Állattelepítő)     | Animal Relocator         | Molnár (Sciples Vízi malom – Dekalb, Mississippi) Dávid-szarvas befogása áttelepítéshez (Wiley & Sons Exoctic Game & Gun Ranch - Wills Point, Texas)                             |
| 5.      | Villámhárító-szerelő        | Lightning Rod Installer  | Villámhárít-szerelő (Lucedale, Mississippi) |
| 6.      | Gyapjúkészítő               | Woolen Mill Operator     | Gyapjúfeldolgozás, fonalfonás (Ohio Valley Natural Fiber- Sardinia, Ohio) Gyantázás (Mission Point Resort - Mackinac Island, Michigan)                                           |
| 7.      | A beállító műszerész        | Pinsetter Mechanic       | Bowlingpálya-karbantartó (The Hillman's Cloverleaf Family Bowl – Fremont, Kalifornia) Nézői kérésre ismétlés a cápatartály szűrő tisztításából (Mandalay Bay, Las Vegas, Nevada) |
| 8.      |                             | Bug Detective            | |
| 9.      |                             | Horse Tester             | |
| 10.     |                             | Custom Meat Processor    | |
| 11.     |                             | Dirty Holidays           | |
| 12.     |                             | Dirty Conversations      | |
| 13.     |                             | Date Palm Pollinator     | |
| 14.     |                             | Asphalt Paver            | |
| 15.     |                             | Rum Distiller            | |
| 16.     |                             | Hair Fairy               | |
| 17.     |                             |                          | |
| 18      |                             |                          | |
| 19.     |                             |                          | |
| 20.     |                             |                          | |
| 21      |                             |                          | |
| 22.     |                             |                          | |